# Eduard Prandstetter
Eduard Prandstetter (* 15. prosince 1948, Praha) je český šachový mezinárodní mistr (od roku 1979), dvakrát vítěz československého šachového mistrovství (1976, 1978).

## Životopis
Eduard Prandstetter dosáhl největšího úspěchu ve své šachové kariéře v letech 1976 a 1978, kdy dvakrát vyhrál mistrovství Československa v šachu. V roce 1985 se v Taxcu zúčastnil Interzonálního turnaje mistrovství světa v šachu, kde se umístil na 14. místě.
Mezi jeho další úspěchy na mezinárodních šachových turnajích patřilo mimo jiné 1. místo na turnaji Bohemians v roce 1981 v Praze, o které se dělil s Janem Ambrožem, 2. místo v Cienfuegosu v roce 1983 (Capablanca Memorial, vítězem byl Lev Psakhis), 3. místo na turnaji B v Dortmundu v roce 1987 a 3. místo v Dortmundu v roce 1988.
Eduard Prandstetter reprezentoval Československo na mistrovství Evropy v šachu družstev: v roce 1977 na 6. mistrovství Evropy v Moskvě (sedmá šachovnice), v roce 1980 na 7. mistrovství Evropy ve Skara (pátá šachovnice). V roce 1979 mu byl udělen titul FIDE International Master (IM). Do roku 1996 byl hráčem šachového klubu Bohemians Praha, od roku 1997 hraje za ŠK Rapid Pardubice.
V roce 1991 vyšla publikace Šachové koncovky, kterou napsal společně s ruským velmistrem Jurijem Balašovem.